# Communication intuitive
Vous lisez un « bon article » labellisé en 2015.
Cet article concerne le concept de communication intra-espèces et inter-espèces par télépathie. Pour l'ensemble des phénomènes de communication entre animaux, voir communication animale.

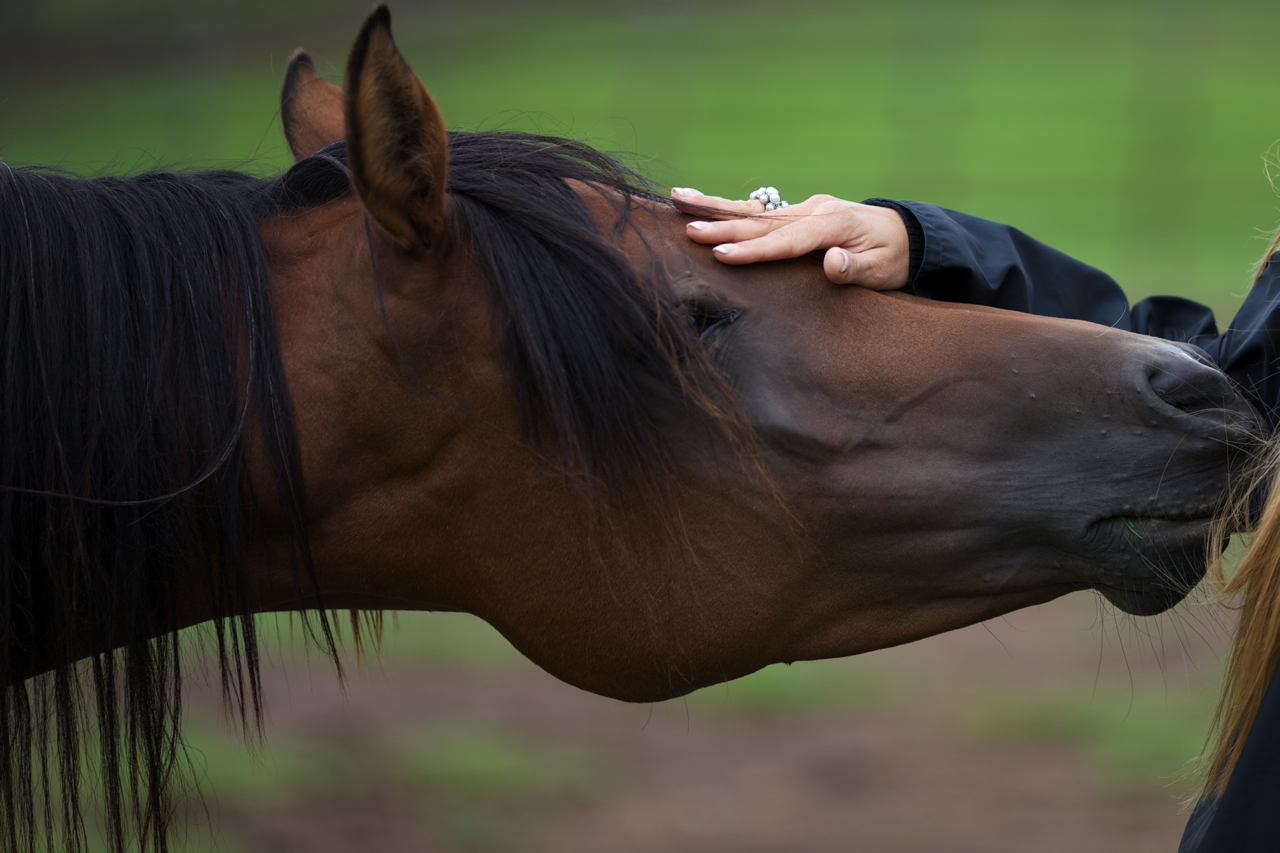
Une femme touchant la tête d'un cheval.

La communication intuitive, ou communication animale par la télépathie, est une pratique pseudoscientifique présentée par ses pratiquants comme une forme de communication de type télépathique, intra-espèces et inter-espèces, en particulier entre l'homme et les autres animaux. Elle est parfois étendue à une communication avec le règne végétal et le minéral. Quelques études para et pseudo-scientifiques évoquent la possibilité d'une communication télépathique entre les animaux, notamment chez les lapins, les chiens et les perroquets. La communication intuitive rejoint parfois le concept parapsychologique de « résonance morphique » créé par l'auteur britannique Rupert Sheldrake.
Popularisée en Californie à la fin du XXe siècle par Pénélope Smith, la communication intuitive fait l'objet d'un engouement aux États-Unis et en Europe, notamment à travers des émissions de télévision et l'organisation de stages, dont la finalité est d'apprendre à communiquer par télépathie avec les animaux. Ces stages organisés en majorité par des femmes connaissent un grand succès et attirent surtout un public féminin. Les pratiquantes, comme Laila del Monte, travaillent tout particulièrement avec des chevaux et des chiens. La communication intuitive implique un « contact télépathique » avec un animal, qui peut se traduire par des visions, la perception de sons ou de sensations diverses chez l'être humain. Selon les témoignages, la perception du monde et des animaux après une expérience de communication intuitive peut être considérablement modifiée. Les pratiquants peuvent s'orienter vers différentes spécialités, telles que le soin aux animaux, l'aide psychologique, la recherche des animaux disparus ou le deuil de l'animal de compagnie. La communication intuitive est souvent proche dans son concept et ses idées d'un néo-chamanisme écologique et du New Age, faisant intervenir l'animal-totem, ou encore le reiki.
La communauté scientifique réfute ce concept de communication : les études ayant testé ses postulats ont démenti les affirmations des défenseurs de la communication intuitive, et déplorent que ceux-ci ne s'appuient sur aucun élément vérifiable pour étayer leurs assertions. Les scientifiques sceptiques tiennent les stages de communication intuitive et les interprètes animaliers pour une auto-illusion, ou pire une escroquerie, Joe Nickell estimant par exemple que la lecture à froid est à l'origine de ces résultats.

## Dénomination
La pratique a plusieurs noms, parmi lesquels « communication animale », « communication avec les animaux par la télépathie », « communication intuitive », « dialogue intuitif » ou encore « communication de cœur à cœur ». Les pratiquants qui affirment communiquer aussi avec le règne végétal et le minéral nomment parfois ce qu'ils font de la « communication inter-espèces ». Jean-Luc Janiszewski emploie le terme d'« effet Mowgli », par analogie avec le personnage du Livre de la jungle qui parle avec les animaux. La vétérinaire Anna Evans a popularisé le nom de « communication intuitive ».

## Histoire

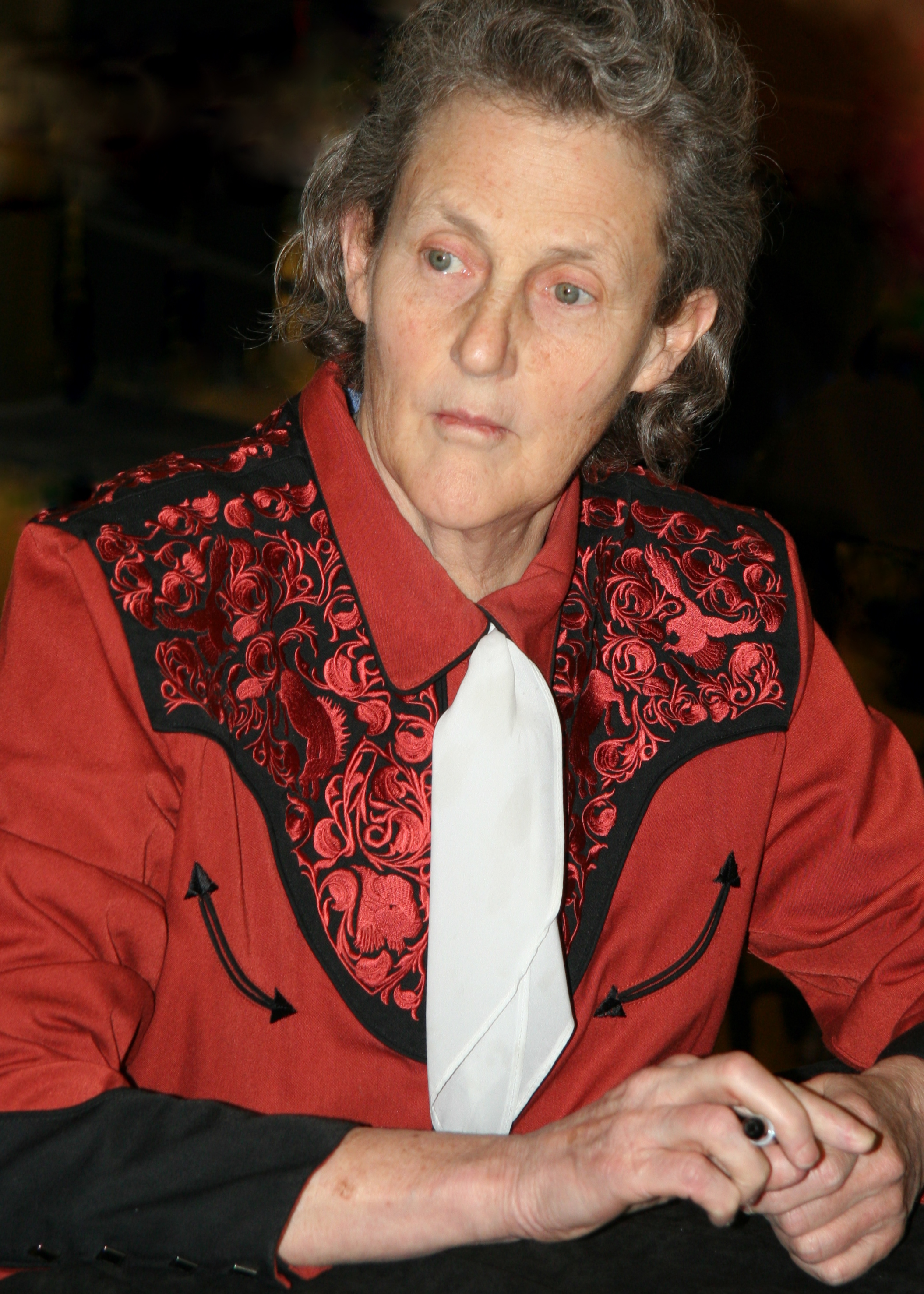
Pour Temple Grandin, les animaux pensent « en images ».

La notion de télépathie chez les animaux n'est pas nouvelle. Au début du XXe siècle, lors de recherches sur le sujet, des personnes ont affirmé être capables de contacter des animaux vivants ou morts de cette manière,,. Depuis le XIXe siècle, de nombreuses exhibitions d'animaux « intelligents » mettent en scène des chiens, des chevaux et même des oies qui répondent à des questions, tirent des cartes et résolvent des opérations arithmétiques, en tapant au sol avec l'un de leurs membres. Les premières recherches sur ce phénomène remontent au cas de Hans le Malin, en 1904. Ce cheval allemand est capable de résoudre des opérations complexes en l'absence de son maître. Les études concluent qu'il décrypte des micro-mouvements chez son public. En 1929, le Dr Joseph Banks Rhine prend en charge une jument réputée télépathique, Lady Wonder. Rhine estime que Lady a de réels pouvoirs psychiques, mais un prestidigitateur démontre en 1956 que Lady se trompe si un faux nom lui est épelé, et conclut que l'animal est simplement entraîné avec une technique aboutie.
Bien qu'elle n'emploie pas le mot de « télépathie », Temple Grandin, une femme autiste connue pour ses actions en faveur du bien-être des animaux, évoque l'analogie entre sa façon de penser « en images » et celle des animaux. Elle s'affirme aussi capable de « se mettre à leur place », de ressentir leurs émotions et leurs souffrances. Son expérience du psychisme des animaux rejoint celle dont témoignent plus tard des pionnières de la communication intuitive, Laila del Monte et Anna Evans.
En 1988, une étude de parapsychologie défend l'existence d'une communication télépathique du stress entre les lapins.

### Production de Rupert Sheldrake

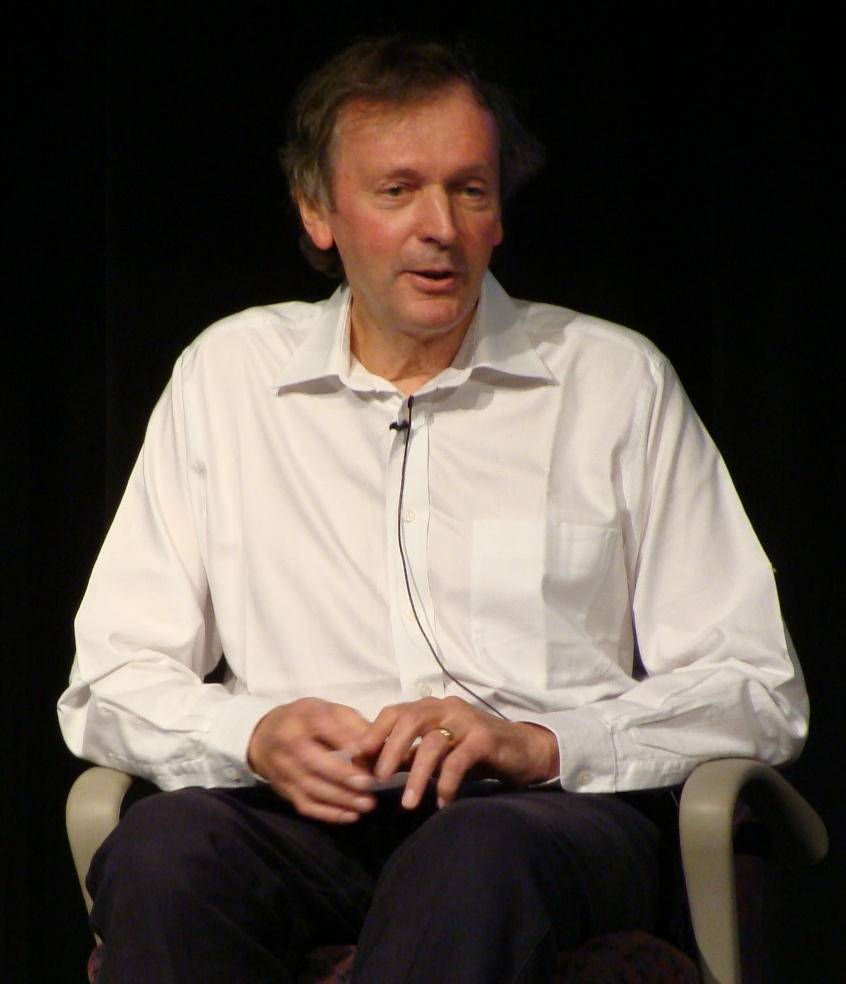
Rupert Sheldrake a mené des expériences sur la communication télépathique intra et inter-espèces.

Bien que la possibilité d'une forme de télépathie intra- et inter-espèces, chez les animaux, ait été évoquée avant lui, le pionnier des recherches dans ce domaine est le Britannique Rupert Sheldrake. En 1981, il publie Une nouvelle science de la vie, ouvrage dans lequel il envisage l'existence de champs morphogénétiques qui donneraient à la nature une conscience et un but. Il détaille le protocole de ses recherches sur la télépathie animale, dans son ouvrage Ces chiens qui attendent leur maître, en y affirmant que les chiens changent de comportement au moment où leur maître prend la décision de rentrer au domicile, laissant supposer un lien de nature télépathique entre le maître et le chien. Des exemples similaires sont rapportés par des propriétaires de chats, de chevaux et de perroquets. En 1994, avec la publication de Sept expériences qui pourraient changer le monde, Sheldrake exhorte son public à réaliser des expériences pour aider à découvrir si les animaux de compagnie sont en mesure de déterminer le retour de leurs propriétaires à la maison grâce à un lien psychique. Les publications de Sheldrake sont globalement mal accueillies par la communauté scientifique, des critiques visant notamment la manière dont ces expériences sont menées. Pour Rupert Sheldrake, la télépathie animale est victime d'un tabou scientifique hérité de la pensée du siècle des Lumières.
Dans le cadre d'une enquête débutée en octobre 1994, le journaliste français Érik Pigani rencontre Rupert Sheldrake. Il recueille des centaines de témoignages de personnes qui, en côtoyant des animaux, disent avoir repéré des comportements inexplicables autrement que par la parapsychologie. Le plus commun est celui des chats et des chiens qui manifestent de la joie ou de l'excitation dans les heures ou le quart d'heure qui précèdent le retour de leur maître, ou bien lorsque ce dernier téléphone. Sheldrake pense que « les animaux communiquent par télépathie tous les jours ». La compréhension de ce phénomène permettra selon lui de mieux pénétrer les cultures chamaniques, parmi lesquelles il est naturel de communiquer au quotidien avec la nature et les animaux, tout en resserrant les liens entre l'homme et la nature. En 2003, il mène la première expérience de communication télépathique entre l'humain et l'animal, avec un perroquet. Il en conclut que les résultats « dépassent le simple hasard », et que l'oiseau a été influencé par l'activité mentale de sa propriétaire.

### Engouement populaire

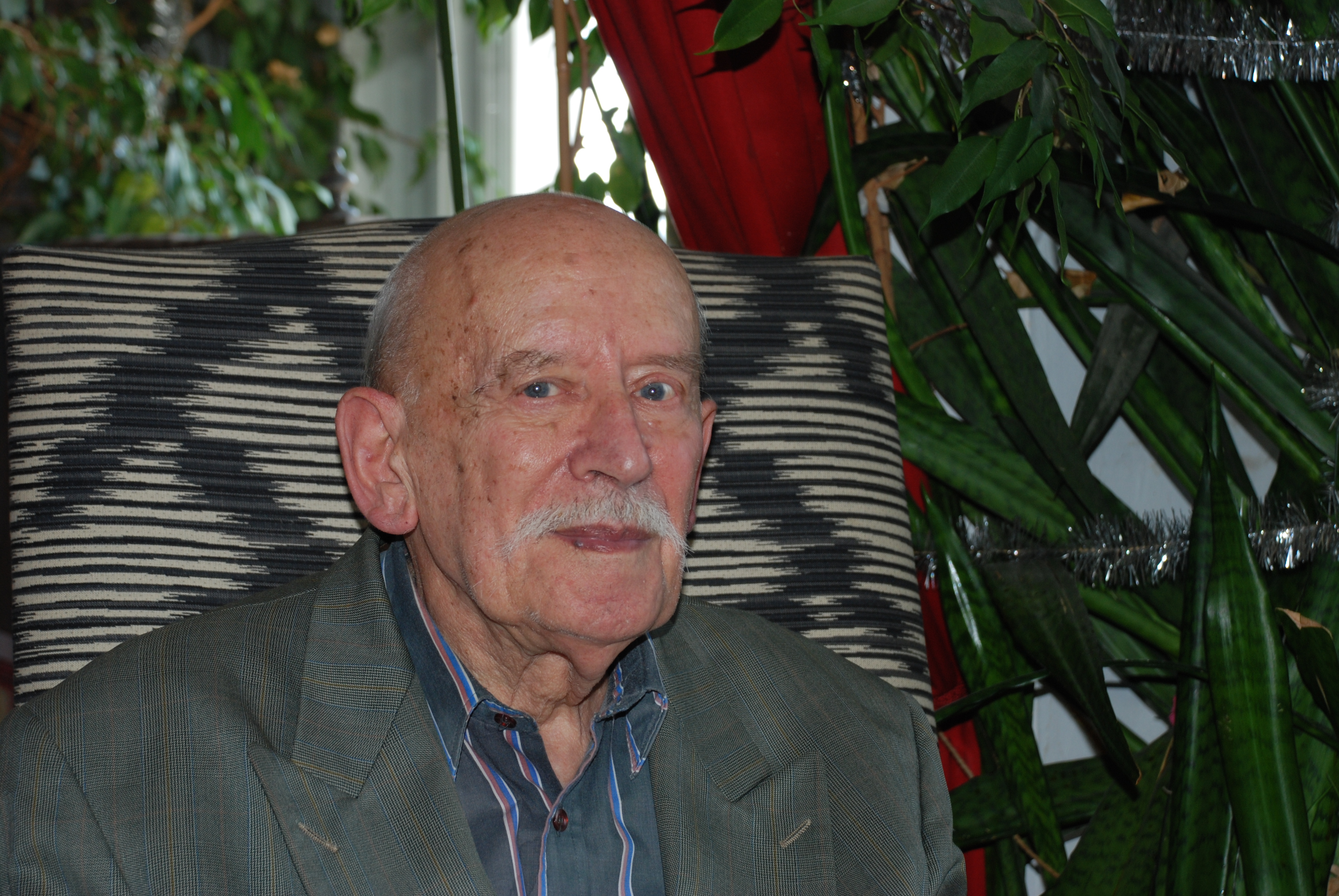
L'écrivain Jean Prieur est l'auteur de L'âme des animaux (1986).

L'engouement populaire autour de la communication intuitive débute en Californie. Pénélope Smith entre en relation avec les animaux de ses amies et en fait officiellement son métier en 1977. Elle publie Animal Talk l'année suivante, ouvrage dans lequel elle affirme communiquer de manière télépathique avec ces animaux, soutenant que sa technique est à la portée de tous. Elle dit aussi soigner des animaux malades par ce procédé, ce dont leurs propriétaires témoignent en construisant sa popularité. En 1986, Jean Prieur publie L'âme des animaux, un ouvrage régulièrement réédité dans lequel il cite des exemples de communications télépathiques entre animaux et humains.
Aux États-Unis, les interprètes animaliers (animal communicator), d'abord pionniers et peu nombreux jusqu'aux années 1990, en font leur métier et deviennent très recherchés. Les premiers stages organisés en Europe affichent complet avec des mois d'avance. La communication intuitive suscite en particulier l'intérêt de femmes, à travers l'organisation de séances de thérapie et de communication homme-animaux. Certaines, comme Laila del Monte, sont sollicitées dans le monde entier. L'Allemande Ulrike Dietmann (de) cite de nombreux cas de guérisons ou de « révélations » lors de séances de communication intuitive entre l'homme et le cheval. Une vétérinaire qui en pratique, Anna Evans, voit dans cette « possibilité de communiquer et de rencontrer le monde animal » une occasion unique d'améliorer le bien-être des animaux.
Lors de son enquête publiée en 2007, Érik Pigani donne une liste d'une trentaine d'« interprètes animaliers » connus ayant leur propre site web, basés pour la plupart aux États-Unis. Quelques-uns exercent en Suisse, en France, en Allemagne et au Canada. Les visées mercantiles sont évidentes, avec entre autres la commercialisation de cartes de tarot dédiées aux prévisions pour les animaux de compagnie. Le nombre d'« interprètes animaliers » a explosé, mais cette activité est complètement déréglementée. La plupart des services proposés restent scientifiquement invérifiables. Les pratiques connaissent des influences diverses, notamment celle du chamanisme, qui fait appel aux concepts d'âme animale et d'animal-totem. La communication intuitive avec les animaux n'est alors qu'une facette de la communication spirituelle avec des « forces de la nature », qui comprennent également les minéraux, les végétaux, et même des entités telles que les fées et les elfes, voire les anges.

### Présentation dans les médias
La diffusion de reportages « sensationnels » à la télévision a amplifié l'engouement autour de cette pratique. En 2001, Arte diffuse un documentaire sur les tentatives de l'homme pour communiquer avec les animaux, dans lequel interviennent des biologistes et des scientifiques reconnus, comme Jane Goodall et Boris Cyrulnik, mais aussi Pénélope Smith. La fondation 30 millions d'amis popularise le phénomène de la « communication intuitive » et sonde son public, révélant une acceptation très mitigée entre ceux qui y croient et ceux qui n'y croient pas.
L'émission de télévision américaine la plus connue pour son rôle de popularisation est The Pet Psychic (en), diffusée sur Animal Planet, pendant laquelle Sonya Fitzpatrick (en) a fait des démonstrations de ses talents en direct pendant plus de six mois, chaque lundi jusqu'en 2003. Elle intervient ensuite à la radio sur Sirius Satellite Radio. Elle organise notamment le podcast de Oh No, Ross and Carrie! qui interroge sur l'efficacité des pet psychics. Hilary Renaissance s'est spécialisée dans l'aide à la recherche d'animaux volés ou perdus. Ses talents ont été mis à contribution par le journaliste sceptique John Sharify sur ABC TV Seattle pendant le journal matinal, dans une nouvelle émission intitulée Meet the Amazing Pet Psychic,,. L'émission contient plusieurs témoignages de personnes qui disent avoir retrouvé un animal volé grâce à Hilary, dont celui d'un chef de la police dans le Mississippi. Dans un autre journal télévisé sur WRCB TV, le journaliste d'investigation Jonquil Newland crédite la Pet Psychic Hilary Renaissance de l'aide à une famille du Tennessee pour retrouver son chien disparu.
Le 31 octobre 2009, TF1 diffuse pendant La soirée de l'étrange un reportage au sujet d'une interprète animalière, Ariane Troubat, qui intervient sur la jument de la cavalière professionnelle Constance Menard. Ariane Troubat dit de la jument qu'« elle ne veut pas prendre sa retraite », une information ensuite confirmée par la cavalière. Le 27 mai 2010, Stéphane Allix présente sur la chaîne M6 le reportage « Ils parlent aux animaux ! » dans ses Enquêtes extraordinaires, faisant intervenir la vétérinaire Anna Evans, Laila del Monte et Marta Williams. Le reportage présente aussi des comportements « inexplicables » d'animaux, notamment un chat qui prévoit la mort imminente des patients d'un hôpital en se couchant sur leur lit, et un chien parti chercher son maître à quatre kilomètres de chez lui alors qu'un camion venait de s'encastrer dans sa maison. Le 7 septembre 2014, France 5 diffuse le documentaire Dans la peau des animaux, qui présente le travail de Laila del Monte.

## Principe et déroulement
Selon les témoignages concordants de plusieurs interprètes animaliers, la communication intuitive ne demande ni talent ni apprentissage particulier. Pour Pénélope Smith et Marta Williams, cette faculté est « naturelle » et tous les enfants la pratiqueraient avant d'acquérir l'usage de la parole. Différents tabous sociaux, dont celui selon lequel il est « anormal » de parler aux animaux, viendraient ensuite l'inhiber,. Anna Evans estime elle aussi que les échanges de communication spontanés sont fréquents entre les enfants et les animaux.
Pour pratiquer, il suffirait d'avoir une bonne empathie et d'aimer les animaux. Plusieurs auteurs parlent de leur sensation de comprendre les animaux depuis leur enfance. Anna Evans, vétérinaire, a cependant commencé à pratiquer après la lecture d'un livre, accueillant cette technique (d'après elle) avec scepticisme dans les premiers temps.
La communication intuitive peut être vécue de différentes façons par les pratiquants. Selon Ulrike Dietmann, qui dirige des ateliers avec des chevaux, certaines personnes voient des images, d'autres entendent des sons et des musiques, d'autres encore ressentent la dissipation d'une tension dans leur corps. De même, la Californienne Marta Williams parle de capacités à percevoir les images, les sons, les odeurs, les sensations et le goût pendant une séance de communication intuitive. La vétérinaire Anna Evans parle de projeter des « images-pensées », expliquant que le langage animal est fait « d'instantanés d'images et d'informations visuelles, sonores, de ressentis, d'odeurs et de goûts ». Elle évoque aussi la nécessité de passer l'activité de son cerveau en ondes alpha pour pouvoir communiquer de cette manière.
Selon ses partisans, la communication intuitive peut se dérouler dans les deux sens, l'homme peut envoyer des informations à l'animal, ou inversement. La distance n'entre pas en compte, des informations pouvant être échangées entre deux êtres vivants distants géographiquement.

### Obstacles
Selon Ulrike Dietmann, Pénélope Smith et Marta Williams, il est nécessaire de dépasser certains blocages pour écouter, voir et ressentir ce que les animaux ont à communiquer. Le « tabou social » attaché à la télépathie (psychic), qui renvoie à des pratiques jugées « dangereuses » ou douteuses, est l'un des principaux obstacles à la réussite d'une séance. Un autre tabou social est constitué par le bagage culturel et scientifique associé aux animaux dans le monde occidental, ces derniers étant très largement considérés comme inférieurs à l'homme. La plupart des gens ne reconnaissent pas de nature spirituelle aux autres formes de vie. Pénélope Smith estime nécessaire d'accepter l'animal comme un être spirituel avec son individualité. Linda Kohanov, qui travaille avec des chevaux, incrimine la pensée dominante patriarcale selon laquelle le cavalier doit « contrôler » sa monture.
Un dernier obstacle est lié au fonctionnement du cerveau humain, le cortex poussant à revenir « dans le domaine de la raison et de la logique », dont il est pourtant nécessaire de s'éloigner pour réussir l'expérience. Un bon état d'éveil et un bon état corporel (absence de faim ou d'autre gêne) sont également indispensables. Une personne qui entame une communication intuitive en état de fatigue peut s'endormir. La communication avec l'animal peut aussi être compromise par la réception d'un message du propre corps de la personne. Un état psychique stable (absence de stress et d'énervement, mais aussi absence d'enthousiasme exacerbé) est nécessaire. Il est conseillé d'être dans le « zen » et dans la conscience du moment présent. Des critiques portent sur ce risque très élevé de projection des désirs humains sur l'animal, et finalement sur l'attribution d'un point de vue qui n'est en rien celui de l'animal. Le côté « rassurant » de la pratique augmente encore ce risque.

### Témoignages
Marta Williams témoigne, pendant l'organisation de ses séances de communication intuitive avec des chiens, des chevaux et leurs maîtres, d'une accalmie considérable des animaux lorsque la séance débute. Après une telle expérience, beaucoup de personnes témoignent d'un changement dans leur perception du monde, notamment par l'impossibilité de considérer les animaux comme des « êtres inférieurs », ou par l'adoption du végétarisme. La communication intuitive avec les animaux pousserait à reconnaître que ces derniers ont « les mêmes qualités émotionnelles et spirituelles que les êtres humains ». D'après Marta Williams, une pratique régulière rend les perceptions de plus en plus précises. Anna Evans ajoute que la pratique peut rendre la vie « moins confortable » par certains aspects, en particulier par la prise de conscience de la souffrance des animaux d'abattoir.

### Sens symbolique et féminisme
Les pratiquants de la communication intuitive sont souvent des défenseurs de la cause animale. Pénélope Smith estime qu'au regard de tout ce qu'ils apportent à l'humanité, les animaux devraient jouir du respect de leur individualité. Elle met aussi en avant la nécessité de se rapprocher de la nature.
Une autre caractéristique de ce mouvement est un certain féminisme. Sans entrer dans ce débat, Marta Williams suppose que les femmes sont avantagées pour pratiquer la communication intuitive, car la plupart des personnes renommées dans ce domaine (Pénélope Smith, Ulrike Dietmann, Linda Kohanov, Laila del Monte, etc.) en sont. Linda Kohanov est beaucoup plus engagée, mettant en relation la symbolique du cheval, la communication intuitive et le féminisme, en notant qu'un grand nombre de mythes faisant intervenir un cheval « spirituel » sont en fait reliés aux femmes, mais que cet aspect est volontairement caché ou combattu dans les sociétés patriarcales (comme la civilisation occidentale et la civilisation arabe).

## Applications
La pratique de la communication intuitive a donné naissance à un métier, celui d'« interprète animalier » (en anglais, pet psychic, pet communicator ou animal communicator), désignant « celui qui affirme pouvoir entrer en contact psychique avec les animaux »,. Certains se spécialisent dans la psychologie et la communication, d'autres dans le soulagement des douleurs,, d'autres encore affirment pouvoir contacter les animaux morts. Il ne faut pas les confondre avec les chuchoteurs comme César Millan et Monty Roberts, qui font appel au langage corporel et à l'éthologie pour communiquer avec les animaux.

### Soins et résolution de conflits relationnels
Pénélope Smith explique dans son ouvrage (2008) que la communication intuitive lui a permis de venir en aide à des centaines d'animaux et leurs propriétaires, en personne ou à distance. Cela inclut l'amélioration de l'intercompréhension avec l'animal, et le soin de maladies et de blessures en collaboration avec un vétérinaire. Elle donne également des conseils en nutrition animale. Les interprètes animaliers ne sont généralement pas autorisés par la loi à soigner physiquement les animaux, que ce soit par les opérations de chirurgie ou par la prescription de médicaments, à moins qu'ils ne soient également vétérinaires.

### Localisation des animaux perdus
Marta Williams cite plusieurs cas d'animaux perdus puis localisés et retrouvés par communication intuitive, bien que d'après elle, cela demande un entraînement régulier pour acquérir davantage de précision dans les perceptions. Érik Pigani est beaucoup plus critique, estimant que cette activité lucrative de certains « spécialistes » en communication intuitive s'appuie sur la détresse des propriétaires d'animaux perdus. Il analyse qu'elle ne fonctionne pas dans la grande majorité des cas, et que les dénouements heureux sont « extrêmement rares ». La plupart des spécialistes de la communication animale se montrent d'après lui honnêtes sur la difficulté posée par une telle application de leur talent.

### Communication avec les animaux morts
Certains pratiquants s'estiment capables de mettre en relation les propriétaires d'animaux morts avec l'« esprit » de ces derniers, évoquant parfois aussi un « pont arc-en-ciel ». Pour Laila del Monte, les animaux morts peuvent continuer à envoyer des rêves et des signes à leurs anciens propriétaires. Cet aspect de la communication intuitive, nommé « spiritisme animal » ou encore « chamanisme animal », est d'après Érik Pigani le plus rebutant et le plus susceptible de discréditer tout l'ensemble. De nombreux sites web sont tenus par des personnes qui se disent capables de mettre le propriétaire d'un animal mort en relation avec « l'esprit » de ce dernier contre rémunération, laissant supposer un certain nombre d'arnaques. Cependant, tous les pratiquants et enseignants ne s'adonnent pas à cette pratique. De plus, cette forme de communication n'a plus de rapport avec la télépathie ni l'intuition. Pour Érik Pigani, il convient de garder beaucoup d'esprit critique face à tout pratiquant qui promet une mise en relation avec un animal mort.

## Explications, difficultés d'analyse et réception
La communication intuitive est décrite comme « un langage universel du vivant, qui ne demande aucune traduction » et ne connaît aucune barrière de langue. Certains cherchent à la justifier par l'existence des neurones miroir chez l'homme, d'autres arguent l'existence de champs morphogénétiques pour toutes les espèces. Les interprètes animaliers disent faire appel à différentes techniques pour « se connecter à l'âme de l'animal », évoquent une « énergie » du même type que celle du reiki et/ou emploient un toucher thérapeutique. Plusieurs affirment que l'animal n'a pas besoin d'être physiquement proche pour que la communication s'établisse, les consultations d'interprètes animaliers par téléphone ne sont d'ailleurs pas rares,,.
Les connaissances scientifiques ont permis d'établir que l'animal ressent des émotions, mais les questions de sa pensée et de son  intelligence  restent complexes. Les grands singes et les chevaux possèdent une conscience d'eux-mêmes, les chiens et les loups font preuve de conscience des autres et de sens de la hiérarchie. Une expérience menée sur des rats a démontré qu'ils pensent une action avant de la réaliser physiquement, des émissions d'ondes cérébrales spécifiques ayant été détectées. La télépathie serait possible si les animaux sont capables de capter ou de ressentir ces émissions d'ondes chez leurs congénères et chez les êtres humains. 
L'étude de la télépathie avec les animaux se heurte à l'effet mouton-chèvre, les personnes portées à y croire obtenant beaucoup plus souvent des résultats positifs que ceux qui refusent d'y croire, dans les mêmes conditions d'expérience. Un autre obstacle est celui de la définition. La télépathie est envisagée comme une transmission de pensées entre deux individus, mais il pourrait s'agir d'une transmission de sensations, ce qui expliquerait notamment la transmission de stress observée chez les lapins.
Différents sondages montrent qu'une part non négligeable des propriétaires d'animaux de compagnie (environ 10 % des propriétaires de chats et 40 % des propriétaires de chiens) pensent avoir une relation télépathique avec leur animal. Pour Sandrine Willems, la communication intuitive est avant tout une question de croyance personnelle.

## Critiques

### Sur le fond scientifique

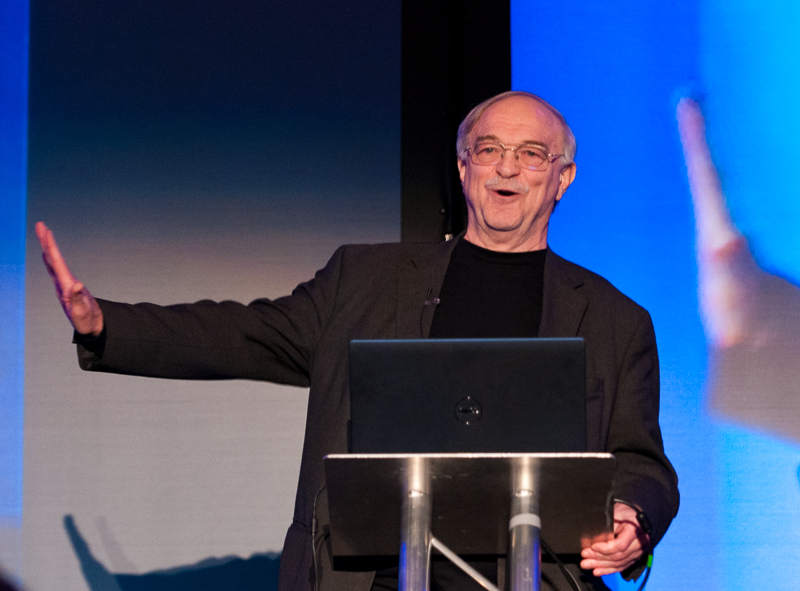
Joe Nickell (ici, en 2012) conclut que les démonstrations de communication intuitive s'expliquent par la lecture à froid.

La communauté scientifique rejette les postulats de la communication intuitive. Pour les sceptiques, les témoignages de réussite sont assimilées à une fraude intentionnelle ou à de l'auto-illusion. En 2008, une étude en imagerie par résonance magnétique n'a pas permis de démontrer de changement notable de l'activité du cerveau humain lors d'une tentative de communication télépathique entre deux personnes partageant un lien émotionnel. Lors d'une enquête menée en 1991 auprès de scientifiques américains, 96 % des personnes interrogées se déclarent sceptiques, 2 % croient en la télépathie et 10 % déclarent que la recherche dans ce domaine doit être encouragée.
Joe Nickell estime que la lecture à froid peut expliquer pourquoi tant de personnes croient en la télépathie des animaux et semblent communiquer avec eux. Les démonstrations des animal communicators devant un public avec des animaux et leurs propriétaires paraissent impressionnantes, mais les conclusions et les déclarations ne sont « validées » que par les propriétaires des animaux et non par les animaux eux-mêmes. En outre, le professeur de linguistique Karen Stollznow a testé les capacités d'une animal communicator américaine avec un chat nommé Jed. Elle rapporte que l'information était « tout à fait inexacte dans sa lecture de l'âge, du lieu de naissance, du comportement, de la santé de Jed et de [sa propre] santé », mais en plus, la praticienne était incapable de dire que Jed n'était pas le chat de Karen Stollznow. Elle en a conclu qu'« il est impossible de savoir ce que pensent les animaux ». Richard Wiseman ajoute que la simple croyance en une connexion télépathique entre un animal et le maître pousse ce dernier à faire des observations incomplètes, par exemple en notant tous les moments où le chien anticipe un retour et en oubliant les fois où il se trompe ou bien ne prévoit rien.
En 1998, Richard Wiseman et deux autres chercheurs en psychologie tentent de tester scientifiquement l'affirmation de Rupert Sheldrake selon laquelle les chiens savent quand leur maître est sur le point de rentrer chez lui. Avancée dans son livre Ces chiens qui attendent leur maître (Dogs That Know When Their Owner Is Coming Home), il la prétend soutenue par des tests empiriques réalisés avec un chien nommé Jaytee et sa maîtresse. Les chercheurs réalisent quatre expériences filmées, avec le même chien et sa propriétaire, et publient leurs résultats dans une revue scientifique à comité de lecture, le British Journal of Social Psychology (en). Ces expériences montrent que lors de la première session, le chien se rend devant la porte d'entrée treize fois, la première étant deux heures avant que sa maîtresse ne parte de son travail. Après avoir visualisé la vidéo, la propriétaire demande de ne retenir que les événements où le chien reste plus de deux minutes et note que des perturbations sur le porche ont pu perturber l'expérience. Bien que ces remarques tiennent du raisonnement post hoc (soit adapter les critères pour les faire coller au résultat), les chercheurs se livrent à une deuxième session d'enregistrement en utilisant ces nouveaux critères. Le chien visite la porte d'entrée douze fois, la première visite de plus de deux minutes ayant lieu vingt minutes avant que la propriétaire ne se mette en route ; l'expérience se montre donc non concluante pour une seconde fois. La propriétaire demande alors de réitérer l'expérience en une saison où les perturbations extérieures sont réduites, l'hiver. Jaytee visite la porte d'entrée quatre fois, et la première visite du porche par le chien a lieu huit minutes avant le départ de sa maîtresse. Dans une quatrième expérience, le chien visite huit fois la porte d'entrée, jamais plus de deux minutes. Les chercheurs concluent donc à l'absence d'indication des affirmations faites par Sheldrake et s'opposent fortement à ses conclusions. Ils critiquent également sa méthodologie, et déplorent enfin que Sheldrake n'ait pas rendu accessibles les données dont il affirme disposer pour tirer ses conclusions sur la télépathie entre le chien et son propriétaire,.

### Sur les pratiquants
Si certains animal communicators sont considérés comme des escrocs aux visées mercantiles, une autre critique concerne l'ambiance néo-chamanique teintée de New Age et d'écologisme qui entoure ces pratiques. Cela tend à discréditer la communication intuitive aux yeux du grand public. Pénélope Smith est ainsi intervenue « en tant que chamane » pour un problème d'attaques de jaguars au Costa Rica. Nombre de pratiquants de la communication intuitive emploient un langage néo-chamanique faisant intervenir les notions d'animal-totem, de « canalisation d'énergie divine » pour guérir l'âme animale, ou encore d'invocations d'« ancêtres animaux ». Pour Érik Pigani, ce bagage religieux est inutile et il nuit à l'ensemble, puisqu'il n'est « nul besoin de croire aux esprits animaux » pour tenter de communiquer de manière intuitive avec un animal.

### Thèse
- [Forestier 2006] Aurélie Forestier, La communication animale : apprentissage et télépathie ?, Université Claude Bernard - Lyon I - thèse de médecine vétérinaire, 2006 (lire en ligne)Source non consultable

### Article de presse
- [Chenard 2011] Virginie Chenard, « La communication intuitive®, un outil formidable pour améliorer le bien-être animal », Regard animal, no 8,‎ novembre-décembre 2011, p. 18-21